# Soviet

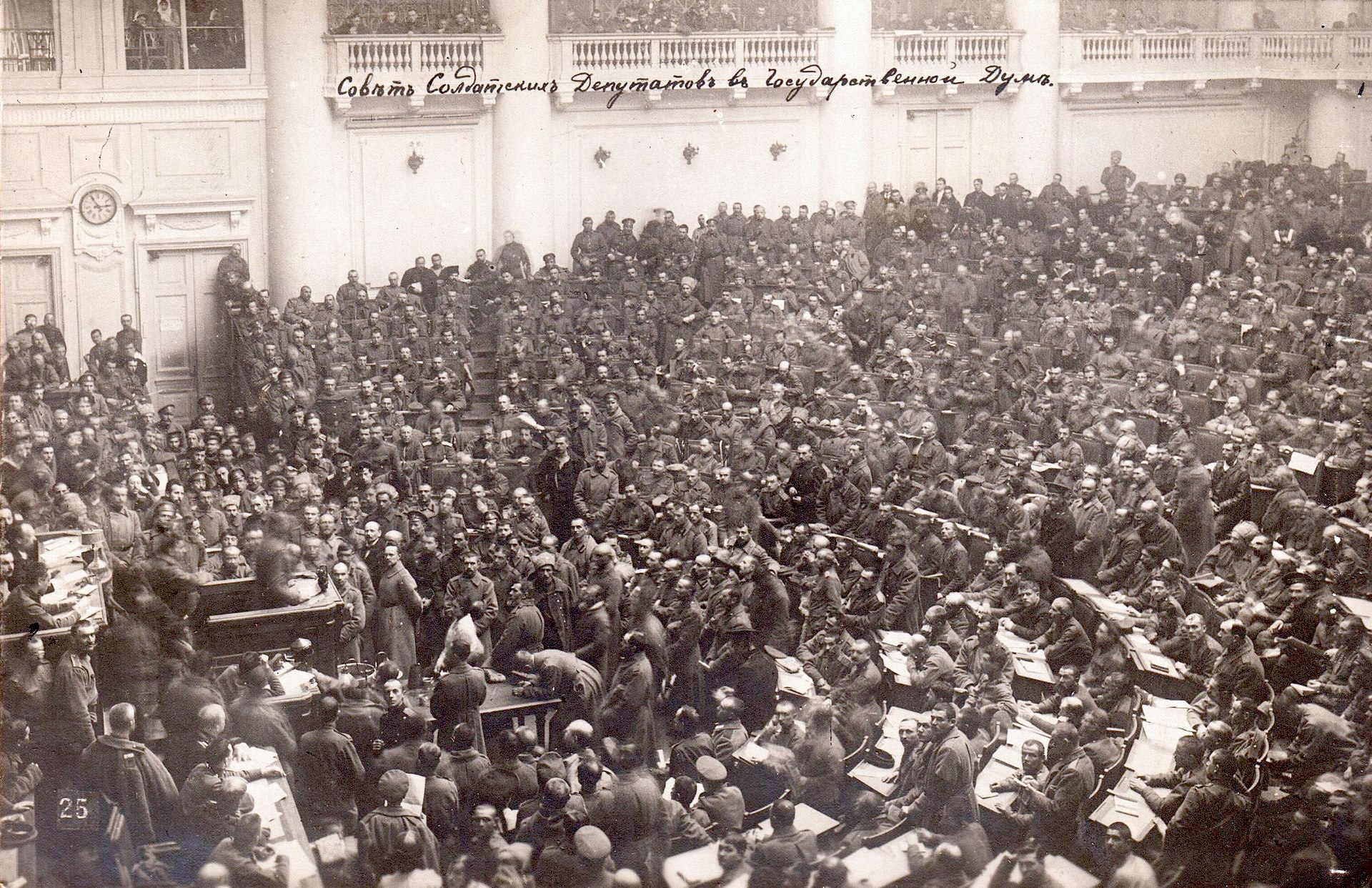
Assemblée du Soviet de Pétrograd en 1917.

Le terme soviet [sɔvjɛt] (en russe сове́т [sɐˈvʲet]  litt. « conseil ») désigna tout d'abord un conseil d'ouvriers, de paysans et de soldats acquis aux idées communistes dans l'Empire russe, prenant le pouvoir dans une organisation locale (une usine, une ville, une province…) à partir de 1905. L'origine de cette pratique remonte au vétché, un terme qui est synonyme de soviet dans l'ancienne Russie, et qui « correspondait à une sorte de diète, organe principal de la puissance politique de la cité ».

## Historique
En l'absence de syndicats, l'idée d'une organisation représentative des ouvriers puis des paysans fait son chemin sous forme des soviets. Ils apparaissent d'abord en province dans le rôle de comités de grève éphémères (ce mot russe signifiant conseil est adopté pour la première fois en 1905 par les ouvriers d'une usine textile d'Ivanovo pour désigner leur comité de grève) puis ils prennent une coloration plus politique avec la fondation du Soviet de Saint-Pétersbourg le 13 octobre[évasif] et de Moscou le 5 décembre. Dans son ouvrage, Voline affirme que l'idée de soviet est antérieure. Selon lui, elle émergea spontanément et fut adoptée par des ouvriers lors de réunions tenues dès le lendemain du Dimanche rouge, en janvier 1905, à Saint-Pétersbourg.
Tout en se méfiant des intellectuels suspects de vouloir imposer leur hégémonie, les ouvriers ressentent le besoin d'être conseillés par des révolutionnaires expérimentés qui n'ont alors qu'un rôle consultatif à côté des délégués ouvriers. D'abord réservés, les bolcheviks envoient des représentants mais les postes dirigeants reviennent aux mencheviks. 
Après la révolution de Février 1917, un soviet se reforme, mais les soviets n'exercent finalement jamais réellement le pouvoir : de février à octobre 1917, le pouvoir est détenu par un Gouvernement provisoire dirigé d'abord par le prince Lvov puis dès juillet par Alexandre Kerenski. Le Soviet de Petrograd, domicilié dans le palais de Tauride comme le Gouvernement provisoire, est bientôt en situation de rivalité avec celui-ci pour l'exercice du pouvoir. 
En juillet 1917, Lénine juge les soviets « cent fois plus à gauche » que les bolcheviks. Sous son impulsion, le mot d'ordre défendu par les bolcheviks est : « Tout le pouvoir aux soviets ! », ce mot d'ordre est une reprise d'un mot d'ordre anarchiste. À partir d'octobre 1917, le pouvoir est détenu par des « commissaires du peuple » dirigés par Lénine, et approuvés par le Congrès des Soviets (délégués élus par les soviets). Selon Hannah Arendt, « Le régime bolchevique a dépouillé les conseils (les soviets, selon leur appellation russe) de leur pouvoir alors qu’il était encore dirigé par Lénine, et a volé leur nom pour s’en affubler alors qu’il était un régime anti-soviétique ». Cornelius Castoriadis dira de l’Union soviétique qu’elle n’était « même pas soviétique ».
Par la suite, en Union soviétique, le « soviet » fut officiellement un organe à la fois législatif et exécutif des délégués élus, à plusieurs niveaux (locaux, municipaux, républicains ou fédéral). Le pouvoir était en réalité détenu par le Parti communiste de l'Union soviétique en tant que parti unique. Le « Soviet suprême » fut le plus haut organe législatif existant aussi bien au niveau fédéral qu'au niveau des républiques soviétiques.
Le 24 novembre 1917, le Conseil des commissaires du peuple adopte le décret sur le droit de révocation, qui introduit le droit des électeurs de révoquer leurs députés, avec un mandat impératif. Le droit d'élire et d'être élu était exercé indépendamment de la religion ou de la nationalité par tous les citoyens de la RSFSR ayant atteint l'âge de 18 ans et qui gagnent leur vie par « un travail productif et socialement utile, ainsi que les personnes engagées dans des activités domestiques qui offrent aux premiers la possibilité d'un travail productif » : ouvriers, agriculteurs, employés, soldats et marins de l'armée russe (qui sera remplacée par l'armée rouge créée par décret le 23 janvier 1918). Ces droits ont également été accordés aux étrangers vivant sur le territoire de la République soviétique de Russie et remplissant les conditions évoquées ci-dessus. Pour mettre en œuvre le principe de la dictature du prolétariat, les personnes suivantes ont été privées du droit de vote : les personnes recourant à la main-d'œuvre salariée dans le but de réaliser un profit ; les personnes vivant de revenus du capital ; les commerçants privés ; les moines et les ministres spirituels des églises et des cultes religieux ; les employés et agents de l'ancienne police tsariste ; les personnes reconnues selon la procédure établie comme malades mentaux ou aliénés, ainsi que les personnes sous tutelle, entre autres. Cette distinction de classe pour le droit de vote a été abolie en 1936.
Selon l'historien russe S. A. Pavlyuchenkov, la transformation des soviets en un décor idéologique du pouvoir centralisé a commencé au printemps 1918, lors des mesures impopulaires du communisme de guerre prises par les bolcheviks. 
Avec la défaite du soulèvement de juillet des Socialistes-révolutionnaires de gauche et l'interdiction de leur parti, les Soviets se sont transformés de facto en organes purement bolcheviques, guidés dans leurs décisions par les instructions du Comité central du PCR (b). Dans tout le pays, les bolcheviks ont dispersé les soviets dans lesquels, à la suite d'élections, d'autres partis ont acquis la prédominance. Les réunions des soviets sont devenues de moins en moins nombreuses à partir de cette période, remettant ainsi en cause la constitution de 1918. Alors qu'auparavant les conseils démocratiquement élus contrôlaient les décisions du pouvoir central, ils se sont finalement transformés en coquilles vides à la suite de la monopolisation du pouvoir et de la guerre civile.